# Тьяго Мая
Тьяго Мая (порт. Thiago Maia, нар. 23 березня 1997, Боа-Віста) — бразильський футболіст, півзахисник клубу «Фламенгу» на правах оренди з французького «Лілля».
Виступав за «Сантус», «Лілль» та олімпійську збірну Бразилії.
У складі збірної — олімпійський чемпіон. 

## Клубна кар'єра
Народився 23 березня 1997 року в місті Боа-Віста. Вихованець юнацьких команд футбольних клубів «Сан-Каетану» та «Сантус».
У дорослому футболі дебютував 2014 року виступами за команду клубу «Сантус», в якій провів три сезони, взявши участь у 65 матчах чемпіонату.  Більшість часу, проведеного у складі «Сантуса», був основним гравцем команди.
До складу клубу «Лілль» приєднався 2017 року. За два з половиною роки відіграв за команду з Лілля 62 матчі в національному чемпіонаті: перші два роки провів як гравець основного складу, а перше коло сезону 2019/20 як запасний.
22 січня 2020 перейшов до бразильського «Фламенгу» на правах оренди на півтора року.

## Виступи за збірні
2013 року дебютував у складі юнацької збірної Бразилії, взяв участь у 8 іграх на юнацькому рівні.
2015 року залучався до складу молодіжної збірної Бразилії. На молодіжному рівні зіграв у 5 офіційних матчах.
2016 року  захищав кольори олімпійської збірної Бразилії. У складі цієї команди провів 3 матчі. У складі збірної — учасник футбольного турніру на Олімпійських іграх 2016 року у Ріо-де-Жанейро.

## Статистика виступів

### Статистика клубних виступів
| Сезон             | Команда           | Чемпіонат         | Чемпіонат | Чемпіонат | Чемпіонат штату | Чемпіонат штату | Національний кубок | Національний кубок | Континентальні кубки | Континентальні кубки | Інші змагання | Інші змагання | Усього | Усього |
| Сезон             | Команда           | Ліга              | Ігор      | Голів     | Ігор            | Голів           | Ігор               | Голів              | Ігор                 | Голів                | Ігор          | Голів         | Ігор   | Голів  |
| ----------------- | ----------------- | ----------------- | --------- | --------- | --------------- | --------------- | ------------------ | ------------------ | -------------------- | -------------------- | ------------- | ------------- | ------ | ------ |
| Сантус            | 2014              | A                 | 1         | 0         | —               | —               | 0                  | 0                  | —                    | —                    | —             | —             | 1      | 0      |
| Сантус            | 2015              | A                 | 28        | 2         | 0               | 0               | 9                  | 0                  | —                    | —                    | —             | —             | 37     | 2      |
| Сантус            | 2016              | A                 | 31        | 0         | 17              | 0               | 4                  | 0                  | —                    | —                    | —             | —             | 52     | 0      |
| Сантус            | 2017              | A                 | 12        | 1         | 12              | 0               | 2                  | 0                  | 6                    | 1                    | —             | —             | 32     | 2      |
| Сантус            | Загалом за Сантус | Загалом за Сантус | 72        | 3         | 29              | 0               | 15                 | 0                  | 9                    | 1                    | —             | —             | 122    | 4      |
| Лілль             | 2017/18           | Л1                | 34        | 0         | —               | —               | 1+2                | 1+0                | —                    | —                    | —             | —             | 37     | 1      |
| Лілль             | 2018/19           | Л1                | 25        | 0         | —               | —               | 1+1                | 0                  | —                    | —                    | —             | —             | 27     | 0      |
| Лілль             | 2019/20           | Л1                | 3         | 0         | —               | —               | 1+0                | 0                  | 1                    | 0                    | —             | —             | 5      | 0      |
| Лілль             | Загалом за Лілль  | Загалом за Лілль  | 62        | 0         | —               | —               | 6                  | 1                  | 1                    | 0                    | —             | —             | 69     | 1      |
| Усього за кар'єру | Усього за кар'єру | Усього за кар'єру | 134       | 3         | 29              | 0               | 21                 | 1                  | 10                   | 1                    | —             | —             | 192    | 5      |

## Титули і досягнення
«Сантус»
- Ліга Пауліста (1): 2016

«Фламенгу»
- Володар Рекопи Південної Америки (1): 2020
- Чемпіон Бразилії (1): 2020
- Переможець Ліги Каріока (2): 2020, 2021
- Володар Суперкубка Бразилії (2): 2020, 2021
- Володар Кубка Бразилії (1): 2022
- Володар Кубка Лібертадорес (1): 2022

Бразилія (ол.)
- Олімпійський чемпіон (1): 2016